# جيمي رولينز
جيمي رولينز (بالإنجليزية: Jimmy Rollins)‏ هو لاعب كرة قاعدة أمريكي، ولد في 27 نوفمبر 1978 في أوكلاند في الولايات المتحدة.

## وصلات خارجية
- جيمي رولينز على موقع دوري كرة القاعدة الرئيسي (الإنجليزية)
- جيمي رولينز على موقعبيزبول رفرنس.كوم (الدوري الرئيسي) (الإنجليزية)
- جيمي رولينز على موقعبيزبول رفرنس.كوم (الدوري الثانوي) (الإنجليزية)
- جيمي رولينز على موقع إي إس بي إن.كوم (أم.أل.بي) (الإنجليزية)
- جيمي رولينز على موقع مشجعي الرسوم البيانية (الإنجليزية)